# Камінь голоду

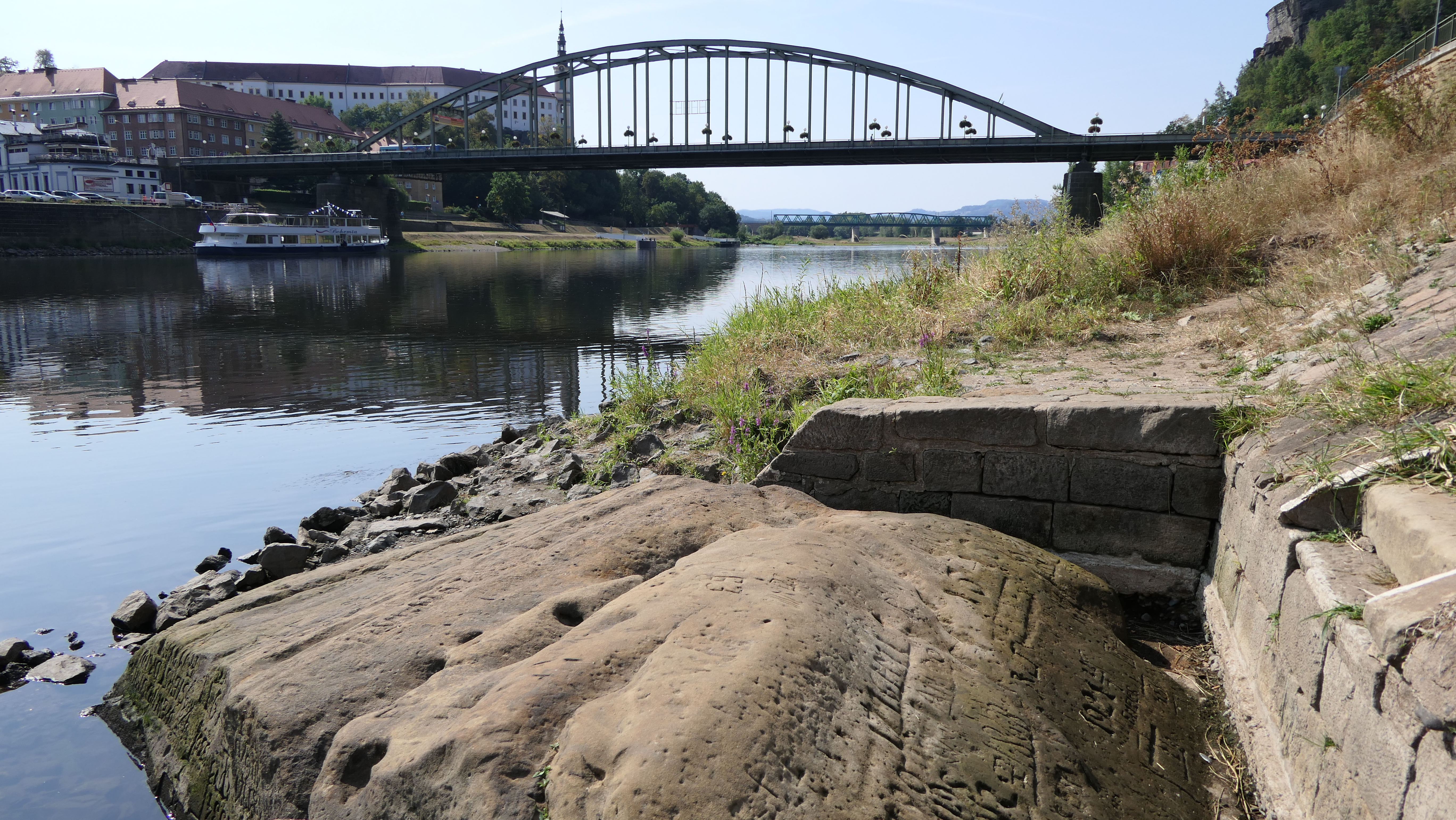
Камінь голоду на річці Ельба в Дєчіні, Чехія

Камінь голоду або «голодний камінь» (нім. Hungerstein) — гідрологічний орієнтир і пам'ятка в Центральній Європі, позначка низького рівня води, попередження про голод. Їх встановлювали в Німеччині та в поселеннях етнічних німців по всій Європі в XV–XIX століттях.
Камені голоду ставили в річку під час посухи, щоб позначити рівень води як попередження майбутнім поколінням про те, що їм доведеться пережити труднощі, пов'язані з голодом, якщо вода знову опуститься до цього рівня. Низький рівень води може бути перешкодою також для судноплавства. Один із найвідоміших екземплярів на річці Ельба в Дєчіні (Чехія) має попередження: «Плач, коли побачиш мене» (нім. Wenn du mich siehst, dann weine).

## Історія каменів голоду

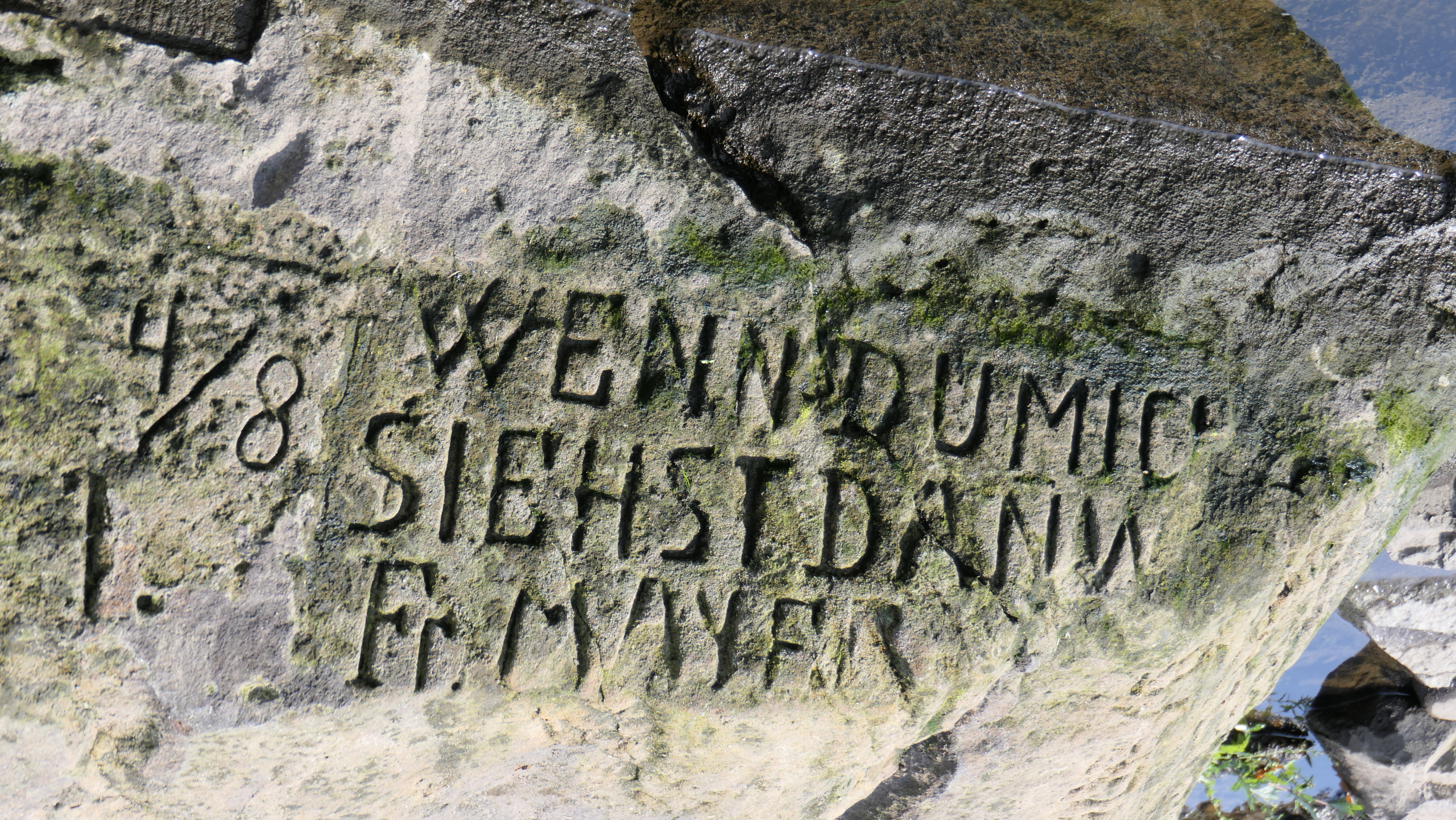
Напис на камені голоду в Дєчіні: «Плач, коли побачиш мене»

Історія каменів голоду сягає XV століття. Ранні написи датуються 1417, 1473, 1616, 1654 і 1666 роками.
Багато з цих каменів з різьбленням або іншими творами мистецтва поставили у голодні 1816–1817 роки, які настали після виверження вулкана Тамбора.
У загальну свідомість вони увійшли у другій половині ХІХ століття завдяки повідомленням у газетах й описам мандрівників. Так, 30 серпня 1876 року газета «Teplitzer Zeitung» написала: «Внаслідок тривалої посухи Ельба відкриває сумне видовище, якого не бачили з 1842 року: камені голоду стирчать всюди, а позначка рівня води дрезденського мосту більше не торкається поверхні річки. Через посуху на богемському маршруті рух пароплавів уже призупинили, а між Дрезденом і Дєчіним зупинять за кілька днів, якщо не буде дощу».
1857 року повідомили, що біля Цвінгенберга в Неккарі є камені голоду з викарбуваними роками: 1590, 1766, 1814, 1822, 1832, 1834, 1842 і 1857.
За повідомлення «Tages-Post» 1893 року, ці камені відзначають роки посухи, «коли не було метеорологічних станцій». Часопис назвав їх «відмітками найнижчого рівня води в найпосушливіші роки, своєрідною метеорологічною хронікою», зазначивши, що це стосується не лише Ельби, але й таких річок як Фульда та Везер.
Були також повідомлення про камені на Рейні, наприклад, біля Шаффгаузена (1898). Пізніше, під час своєї подорожі до Рейну в 1923 році, Альфонс Паке написав: «Камені голоду були заховані у воді протягом десятиліть. Коли вони з'являються, виявляють сліди людських рук».
1918 року камінь голоду в річищі Ельби, поблизу Дєчіна, показався під час маловоддя, яке збіглося з голодом під час Першої світової війни. Камені голоду знову оголилися у Нідерландах, Німеччині та Чехії у 2018 і 2022 роках.

## Відомі камені голоду
| Річка    | Розташування | Опис | Зображення           |
| -------- | --- | --- | -------------------- |
| Ельба    | Дєчін, лівий берег Ельби, нижче мосту Єлизавети 50°46′57″ пн. ш. 14°12′28″ сх. д. / 50.7825749° пн. ш. 14.2078325° сх. д.            | Великий камінь приблизно 6 м³ позначає низький рівень води Ельби різними датами. Найстаріший розбірливий напис датується 1616 роком. Старіші написи (1417, 1473) з часом стерлися кораблями, що стояли на якорі. На камені також написано чеське прислів'я «Дівчино, не плач і не нарікай, коли буде сухо, поле поливай» (чеськ. Neplač holka, nenaříkej, když je sucho, pole stříkej). Його, ймовірно, висловив у 1938 році виробник насосів Франтішек Зігмунд. Відсилка до давнішого німецького попередження: «Плач, коли побачиш мене». Цей камінь голоду є однією з найстаріших гідрологічних пам'яток річки Ельба. | Дєчін                |
| Ельба    | Тєхловіце біля Дєчіна | Камінь із датою римськими цифрами: MDCLXVI (1666) |                      |
| Ельба    | Тєхловіце біля Дєчіна 50°42′20″ пн. ш. 14°11′50″ сх. д. / 50.705692° пн. ш. 14.197161° сх. д.                                        | Камінь з кількома датами: 1892, 1903, 1904, 1911, 1928, 1963, 2015 | Тєхловіце            |
| Ельба    | Долні Жлеб, частина Дєчіна 50°50′57″ пн. ш. 14°12′58″ сх. д. / 50.849096° пн. ш. 14.216029° сх. д.                                   | Близько десяти каменів з роками 1842, 1868, 1892, 1904 і 2015 | Долні Жлеб           |
| Ельба    | Шмілка, біля прикордонного переходу                                                                                                  | |                      |
| Ельба    | Бад-Шандау, під колишнім будинком кондуктора                                                                                         | П'ять років між 1928 і 2015 роками витесані на кам'яній плиті |                      |
| Ельба    | біля села Кенігштайн | 1681 рік |                      |
| Ельба    | Кенігштайн, лівий берег біля річки Бєла 50°55′12″ пн. ш. 14°04′20″ сх. д. / 50.919913° пн. ш. 14.072226° сх. д.                      | 1952, 2003, 2015 | Кенігштайн           |
| Ельба    | Штадт-Велен 50°56′58″ пн. ш. 14°01′02″ сх. д. / 50.949355° пн. ш. 14.017302° сх. д.                                                  | 1868 | Штадт-Велен          |
| Ельба    | Пірна | За даними міського архіву, існував камінь із датою 1115, але його розташування вже невідоме. Біля Оберпоста є камінь, на якому витесано понад п'ятнадцять років між 1707 і 2015 роками | Hungerstein in Pirna |
| Ельба    | Дрезден-Пільниц, біля сходів західного сфінкса замку Пільниц 51°00′30″ пн. ш. 13°52′09″ сх. д. / 51.008237° пн. ш. 13.869039° сх. д. | 1778, 1893, 1904, 2003, 2018. | Пільниц              |
| Ельба    | Дрезден-Лаубегаст 51°01′24″ пн. ш. 13°50′29″ сх. д. / 51.023416° пн. ш. 13.841373° сх. д.                                            | 1893, 1899, 2003, 2015. | Лаубегаст            |
| Ельба    | Дрезден-Толкевіц 51°02′31″ пн. ш. 13°49′04″ сх. д. / 51.041975° пн. ш. 13.817859° сх. д.                                             | 2016 | Толкевіц             |
| Ельба    | Дрезден-Блазевіц | Камінь 2 на 2 метри біля 48,7 кілометра з роками: 1930, 1943, 1947, 1950, 1963 тощо |                      |
| Ельба    | Дрезден-Нойштадт (Дрезден) 51°03′19″ пн. ш. 13°44′22″ сх. д. / 51.055244° пн. ш. 13.739474° сх. д.                                   | Брила пісковика з роком 2019, правий берег Ельби, під аркою мосту | Нойштадт             |
| Ельба    | Радебойль, біля порту пароплавів 51°06′12″ пн. ш. 13°37′22″ сх. д. / 51.103230° пн. ш. 13.622900° сх. д.                             | 1811 | Радебойль            |
| Ельба    | Майсен | За записом Йоганна Фрідріха Усінуса, камінь знайшли 1746 року з різьбленням 1654 року |                      |
| Ельба    | Торгау, з правого боку біля зруйнованого мосту                                                                                       | Можна побачити на рівні води 50 см і нижче | Торгау               |
| Ельба    | Шенебек (Ельба), біля 311 кілометра на правому березі річки                                                                          | Розміром 1,5х1,5х2 метри і вагою 10 тонн | Шенебек (Ельбе)      |
| Ельба    | Шенебек (Ельба), музей міста (раніше в порту)                                                                                        | Розмір 47 см, 1904 рік | Шенебек (Ельбе)      |
| Ельба    | Вестерг'юзен, частина Магдебургу 52°03′25″ пн. ш. 11°41′10″ сх. д. / 52.056913° пн. ш. 11.686170° сх. д.                             | | Вестерг'юзен         |
| Ельба    | Магдебург, Домфельзен 52°07′22″ пн. ш. 11°38′12″ сх. д. / 52.12265° пн. ш. 11.63668° сх. д.                                          | Червоний пісковик Хунгерфельзен (букв. «скеля голоду»); серпень 2018 | Магдебург            |
| Ельба    | Блекеде, біля поромного порту | 550-й кілометр. Витесане речення: Geht dieser Stein unter, wird das Leben wieder bunter (букв. Коли цей камінь потоне, життя знову стане яскравішим) |                      |
| Мозель   | Трабен-Трарбах, лівий берег річки | |                      |
| Мюндезее | північ від містечка Ангермюнде | |                      |
| Рейн     | Вормс, на 449,4 кілометрі на лівому березі Рейну                                                                                     | Кілька каменів із датами від 1857 до 2009 | Вормс                |
| Везер    | Поблизу Хаєна (Еммерталя), на лівому березі річки                                                                                    | Червоний пісковик | Хаєна                |
| Везер    | Вюргассен, південно-східний район Беверунгена                                                                                        | Камінь голоду розміром 3 м³ із роками 1800, 1840, 1842, 1847, 1850, 1857, 1858, 1859, 1865, 1874, 1876, 1881, 1911, 1922, 1934 і 1959 |                      |